# Tisza-tavi madárrezervátum
A Tisza-tavi madárrezervátum a Tisza-tó északi területén, a Tiszavalki-medencében található, szigorúan védett természeti érték, amelyet felvettek a nemzetközileg elismert vízimadár-élőhelyek sorába (Ramszari egyezmény), és része az UNESCO által adományozott Világörökség része-címet elnyert Hortobágyi Nemzeti Parknak.

## Tisza-tó
A Tisza-tó egy mesterségesen létrehozott vízfelület, amely a Kiskörei vízlépcső kialakításával született meg. Az 1973-ban megkezdett duzzasztást eredetileg három lépcsőben tervezték megvalósítani, ám az időközben bekövetkezett gazdasági változások miatt az utolsó ütemet (melyben a tárolt vízmennyiséget megháromszorozták volna) elhagyták. Ennek is köszönhető, hogy így a  tározón nagy sekély vízfelületek alakultak ki, olykor szigetekkel tagoltan. Ezek a feltételek kedveztek a gazdag állatvilág kialakulásának. A madarak fészkelő helyhez, gazdag élelemforráshoz jutottak itt.
A tározó vízfelülete északon természetvédelmi célokat, délen üdülést, vízi sportokat, a kettő között pedig ökoturisztikai célokat szolgál.

## A vízi madár élőhely
A madárrezervátum szigorúan védett természeti érték, amelyet megközelíteni csak csónakkal lehet, de költési időszakban azt sem. A terület „peremvidékén” alacsony teljesítményű csónakmotorokkal túrákat is szerveznek, ám beljebb menni csak evezős hajónak szabad. A védelemnek köszönhetően mára itt egy európai viszonylatban egyedülálló madárvilág alakult itt ki. Számos madárfaj telepedett vissza, de a vonuló fajoknak is állomásává vált ez a terület. Az itt fellelhető madár fajok, például.: szürke gém, bakcsó, üstökösgém, a kis kócsag, kanalasgém, barna kánya, kerecsensólyom, nagy kócsag, kormorán.

## Látogatás
Poroszlóról és Sarudról szervezett csónak- illetve kenutúrák indulnak. A fontosabb helyeken kialakított madárlesek várják az érdeklődőket.